# Michel Pierre Laudren
Michel Pierre Laudren est un homme politique français né le 13 juillet 1766 à Pontivy (Morbihan) et décédé le 25 juillet 1845 à Vannes (Morbihan).
Administrateur municipal de Vannes, il est élu député du Morbihan au Conseil des Cinq-Cents le 25 germinal an VI, et y siège jusqu'au coup d'État du 18 Brumaire.

## Sources
- « Michel Pierre Laudren », dans Adolphe Robert et Gaston Cougny, Dictionnaire des parlementaires français, Edgar Bourloton, 1889-1891 [détail de l’édition]
- Sa fiche sur le site de l'Assemblée nationale